# Стийл Пантър
„Стийл Пантър“ (на английски: Steel Panther) е глем метъл група от Лос Анджелис, Калифорния, САЩ. Популярна е със своите хумористични текстове и с пародирането на стереотипа за глем метъл група от 80-те години на XX век.

## История
Групата е основана през 2000 г. отначало като Metal Shop. Съставът ѝ е Майкъл Стар (вокали), Сачел (китара), Лекси Фокс (бас) и Стикс Зейдиня (барабани). В началото те свирят в станалия известен през 80-те клуб за глем метъл банди Key Club. През 2003 г. групата заснема клип за песента "Fat Girl (Thar She Blows)", който е използван в шоуто MTV Fantasy Factor. В началото на април 2008 г. групата променя името си на Steel Panther, а през май подписва с лейбъла Republic Records. На 8 юни 2009 г. излиза дебютният албум Feel the Steel. През юли 2011 г. групата пише на страницата си в Facebook "IT’S CUMMING! ROCKTOBER 18TH!", което гласи, че нов албум ще бъде издаден на 18 октомври. Неговото име е Balls Out (в превод яйца навън). През 2012 г. е издадено DVD-то British Invation. През 2014 г. излиза третият им албум All You Can Eat.

## Награди
- Най-добър дебют: Feel the Steel – Metal Hammer Германия
- 2012 Най-добра концертна група: Loudwire
- 2013 Най-добра концертна група: Loudwire

## Състав
| Сегашни членове - Майкъл Стар – вокали, акустична китара (2000 – ) - Сачел – китара, акустична китара, беквокали (2000 – ) - Лекси Фокс – бас, беквокали (2000 – ) - Стикс Зейдиня – барабани, клавиши, пиано, беквокали (2000 – ) |

## Дискография
| - Feel the Steel (2009) - Balls Out (2011) - All You Can Eat (2014) - Lower the Bar (2017) - Heavy Metal Rules (2019) - On the Prowl (2023) - British Invasion (2012) | - Death to All But Metal (2008) - Community Property (2009) - Eyes of a Panther (2009) - Don't Stop Believin (2009) - Sexy Santa (2009) - Fantasy (2009) - I Want It That Way (2010) - If You Really, Really Love Me (2011) - 17 Girls in a Row (2011) - Party Like Tomorrow Is the End of the World (2013) - The Burden of Being Wonderful (2014) - Gloryhole (2014) - You're Beautiful When You Don't Talk (2014) |